# Thomas H. Ruger

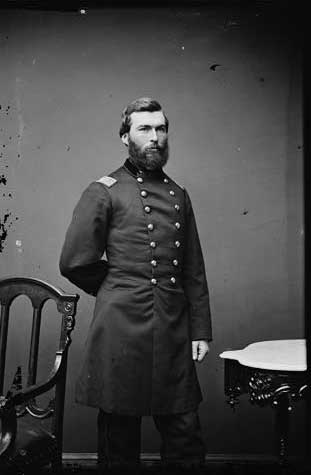
Thomas Ruger

Thomas Howard Ruger (* 2. April 1833 in Lima, New York; † 3. Juni 1907 in Stamford, Connecticut) war ein US-amerikanischer General und Militärgouverneur von Georgia im Jahr 1868.

## Leben
Thomas Howard Ruger absolvierte 1854 die United States Military Academy in West Point (New York) und wurde anschließend als Leutnant der United States Army in New Orleans stationiert. 1855 quittierte er den Militärdienst und wurde Rechtsanwalt in Wisconsin. Bei Ausbruch des Sezessionskrieges kehrte er in den Militärdienst zurück. Im Verlauf des Krieges nahm er an vielen Schlachten, unter anderem auch bei Gettysburg, teil. 1864 war er einer der Kommandeure von General William T. Sherman bei dessen Marsch durch Georgia und South Carolina.
Nach dem Krieg war er Kommandeur eines im besetzten Atlanta stationierten Regiments. Als sich der damalige Gouverneur von Georgia, Charles J. Jenkins, weigerte die neuen Bundesgesetze einschließlich des 14. Verfassungszusatzes zu ratifizieren wurde er von General George Meade, der in diesem Distrikt das Oberkommando hatte, seines Amtes enthoben. Meade ernannte Thomas Ruger zum Militärgouverneur von Georgia. Dieses Amt übte Ruger vom Januar bis Juni 1868 aus. Anschließend war er Kommandeur des Militärbezirks Alabama. 1871 bis 1876 war er Leiter der Militärakademie West Point. Zwischen 1876 und 1897 hatte er verschiedene Kommandos in fast allen Landesteilen der USA inne. 1897 trat er als Generalmajor in den Ruhestand. Er starb 1907 in Stamford und wurde auf dem Friedhof in West Point beigesetzt.